# Katja Koren
Katja Koren (* 6. August 1975 in Maribor) ist eine ehemalige slowenische Skirennläuferin.
Koren gewann am 22. Dezember 1993 mit der Startnummer 66 überraschend den Super-G in der Flachau. Wenige Wochen danach sorgte sie bei den Olympischen Winterspielen 1994 in Lillehammer für eine Sensation, als sie mit der Startnummer 33 nach dem ersten Lauf des Slaloms in Führung lag. Zwar wurde sie im zweiten Lauf noch von Vreni Schneider und Elfi Eder überholt, der Gewinn der Bronzemedaille war trotzdem der größte Erfolg in ihrer Karriere.
Sie erreichte anschließend weitere Podestplätze im Slalom und Top-Ten-Platzierungen in Riesenslalom und Super-G. Ihren Rücktritt vom aktiven Skisport gab sie 1998 bekannt.